# Arnières-sur-Iton
Pour les articles homonymes, voir Iton (homonymie).
Arnières-sur-Iton est une commune française située dans le département de l'Eure, en région Normandie.

## Géographie

### Localisation
Située à un peu moins de 6 kilomètres d'Évreux, Arnières-sur-Iton s'étend sur 1 219 hectares, dont plus de 700 sont boisés. Son territoire, traversé d'ouest en est par l'Iton qui a sculpté une large vallée en entaillant le plateau d'Évreux, oscille entre 70 mètres d'altitude dans la vallée et 150 mètres sur le plateau. Il est bordé par Saint-Sébastien-de-Morsent au nord, Évreux et Angerville-la-Campagne à l'est, Les Baux-Sainte-Croix et Les Ventes au sud puis Aulnay-sur-Iton à l'ouest.
| Aulnay-sur-Iton | Saint-Sébastien-de-Morsent |                        |
|                 | Arnières-sur-Iton          | Évreux                 |
| Les Ventes      | Les Baux-Sainte-Croix      | Angerville-la-Campagne |

Quartiers historiques :
- Chenappeville
- la Grenouillère
- Le Moussel
- Bérengeville (ancienne commune, rattachée)
- la Côte Saint-Laud
- le Four à Chaux
- la Côte aux Buis

Quartiers plus récents :
- la Friche
- l'Orée du Boisl
- le Plant de l’Église
- la Clé des Champs

### Hydrographie
La commune est située dans le bassin Seine-Normandie. Elle est drainée par l'Iton et divers de ses bras et divers autres petits cours d'eau.
L'Iton, d'une longueur de 132 km, prend sa source dans la commune de Mahéru et se jette  dans l'Eure à Acquigny, après avoir traversé 39 communes.

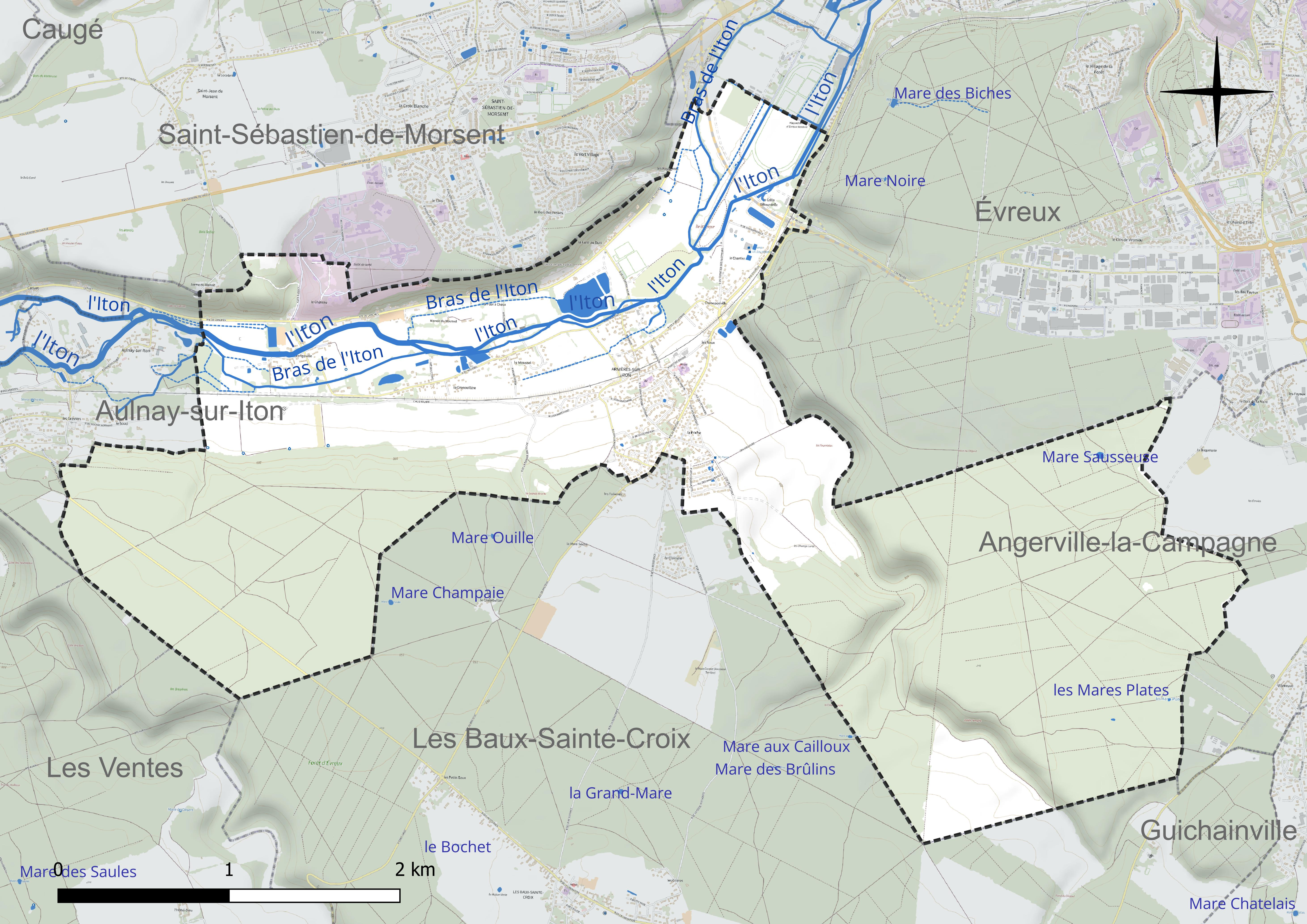
Réseau hydrographique d'Arnières-sur-Iton.

Trois plans d'eau complètent le réseau hydrographique : la mare Sausseuse (0,1 ha), le plan d'eau du Moussel (4,7 ha) et les Mares Plates (0 ha),.

### Climat
Pour des articles plus généraux, voir Climat de la Normandie et Climat de l'Eure.
En 2010, le climat de la commune est de type climat océanique dégradé des plaines du Centre et du Nord, selon une étude du CNRS s'appuyant sur une série de données couvrant la période 1971-2000. En 2020, Météo-France publie une typologie des climats de la France métropolitaine dans laquelle la commune est exposée à un climat océanique et est dans une zone de transition entre les régions climatiques « Sud-ouest du bassin Parisien » et « Côtes de la Manche orientale ». Parallèlement le GIEC normand, un groupe régional d’experts sur le climat, différencie quant à lui, dans une étude de 2020, trois grands types de climats pour la région Normandie, nuancés à une échelle plus fine par les facteurs géographiques locaux. La commune est, selon ce zonage, exposée à un « climat des plateaux abrités », correspondant aux plaines agricoles de l’Eure, avec une pluviométrie beaucoup plus faible que dans la plaine de Caen en raison du double effet d’abri provoqué par les collines du Bocage normand et par celles qui s’étendent sur un axe du Pays d'Auge au Perche.
Pour la période 1971-2000, la température annuelle moyenne est de 10,7 °C, avec  une amplitude thermique annuelle de 14,4 °C. Le cumul annuel moyen de précipitations est de 653 mm, avec 10,6 jours de précipitations en janvier et 8 jours en juillet. Pour la période 1991-2020, la température moyenne annuelle observée sur la station météorologique la plus proche, située sur la commune de Guichainville à 6 km à vol d'oiseau, est de 11,1 °C et le cumul annuel moyen de précipitations est de 659,6 mm,. Pour l'avenir, les paramètres climatiques de la commune estimés pour 2050 selon différents scénarios d’émission de gaz à effet de serre sont consultables sur un site dédié publié par Météo-France en novembre 2022.

## Urbanisme

### Typologie
Au 1er janvier 2024, Arnières-sur-Iton est catégorisée ceinture urbaine, selon la nouvelle grille communale de densité à 7 niveaux définie par l'Insee en 2022.
Elle appartient à l'unité urbaine d'Évreux, une agglomération intra-départementale dont elle est une commune de la banlieue,. Par ailleurs la commune fait partie de l'aire d'attraction d'Évreux, dont elle est une commune de la couronne,. Cette aire, qui regroupe 108 communes, est catégorisée dans les aires de 50 000 à moins de 200 000 habitants,.

### Occupation des sols
L'occupation des sols de la commune, telle qu'elle ressort de la base de données européenne d’occupation biophysique des sols Corine Land Cover (CLC), est marquée par l'importance des forêts et milieux semi-naturels (61,6 % en 2018), une proportion sensiblement équivalente à celle de 1990 (61,8 %). La répartition détaillée en 2018 est la suivante : 
forêts (61,6 %), terres arables (15,3 %), prairies (10,5 %), zones urbanisées (10 %), espaces verts artificialisés, non agricoles (2,6 %). L'évolution de l’occupation des sols de la commune et de ses infrastructures peut être observée sur les différentes représentations cartographiques du territoire : la carte de Cassini (XVIIIe siècle), la carte d'état-major (1820-1866) et les cartes ou photos aériennes de l'IGN pour la période actuelle (1950 à aujourd'hui).

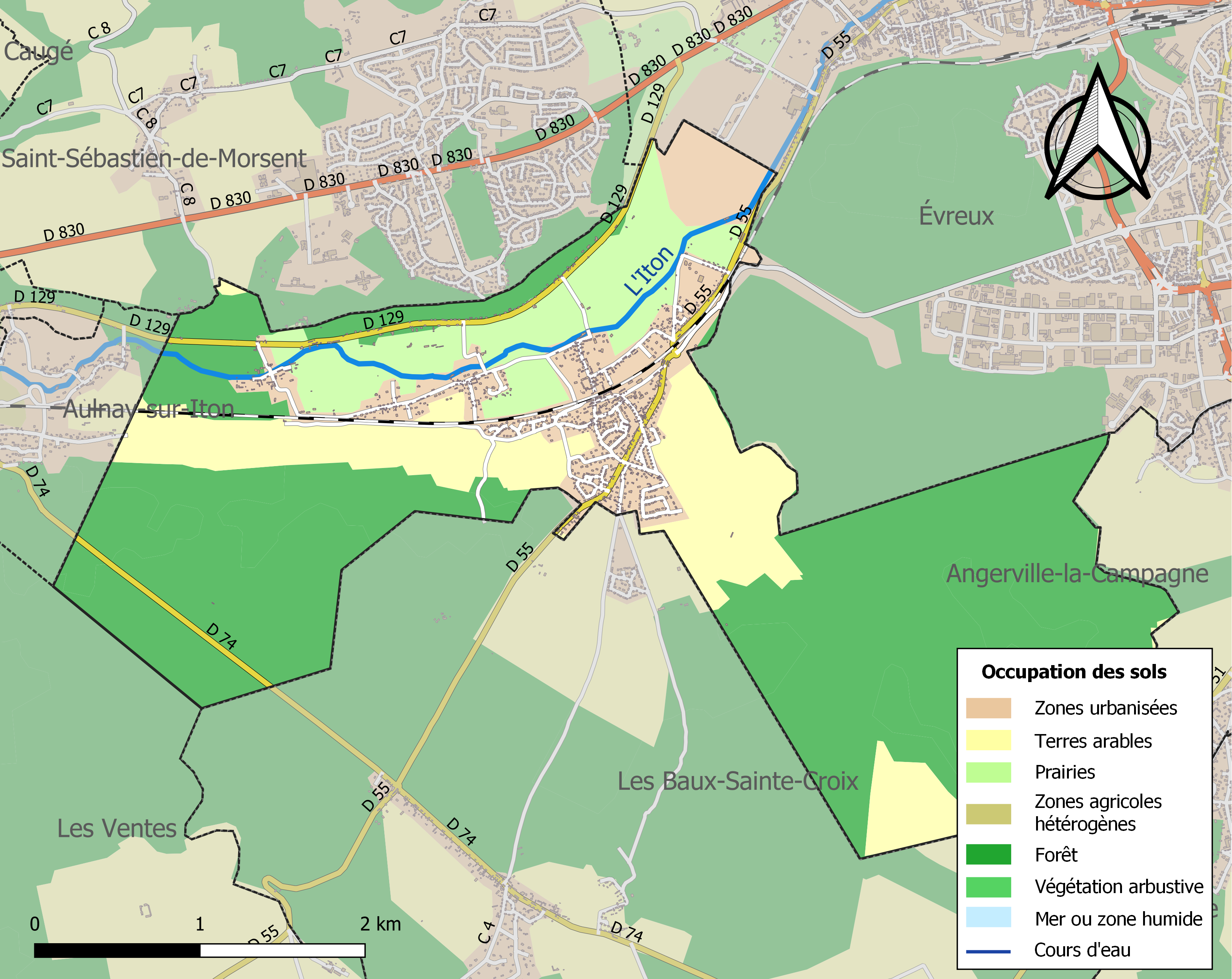
Carte des infrastructures et de l'occupation des sols de la commune en 2018 (CLC).

## Toponymie
Le nom de la localité est attesté sous les formes Asnerias vers 1060, Asinariae au XIIe siècle.
Le nom d'Arnières dérive de « Asinaria » qui rappelle que des ânes furent élevés sur le territoire de la commune.
L'origine du nom Arnières : « Sa première mention est attestée vers 1060 dans une charte de l'abbaye de Saint-Sauveur sous la forme asneriae, désignant le lieu où vivent des ânes, du latin asinus, et son orthographe - Arnières et non Asnières - est due à la déformation du parler normand ».
L'Iton est une rivière, dernier affluent de la rive gauche de l'Eure, et donc un sous-affluent de la Seine.

## Politique et administration

### Liste des maires
(1) Pierre LEGOUVERNEUR fut réélu maire après la réunion avec Bérengeville en 1845. Les maires de Bérengeville avaient été : 1790 – 1793, Louis Dauphin ; 1793 – 1797, Jacques Dione ; 1797 – 1832, François Gibourdel ; 1832 – 1845, Antoine Marais.
(2) Adjoint remplissant les fonctions de maire.

## Démographie
L'évolution du nombre d'habitants est connue à travers les recensements de la population effectués dans la commune depuis 1793. Pour les communes de moins de 10 000 habitants, une enquête de recensement portant sur toute la population est réalisée tous les cinq ans, les populations de référence des années intermédiaires étant quant à elles estimées par interpolation ou extrapolation. Pour la commune, le premier recensement exhaustif entrant dans le cadre du nouveau dispositif a été réalisé en 2007.

En 2022, la commune comptait 1 651 habitants, en évolution de +0,61 % par rapport à 2016 (Eure : −0,25 %, France hors Mayotte : +2,11 %).
| 1793 | 1800 | 1806 | 1821 | 1831 | 1836 | 1841 | 1846 | 1851 |
| ---- | ---- | ---- | ---- | ---- | ---- | ---- | ---- | ---- |
| 403  | 511  | 411  | 440  | 461  | 467  | 495  | 622  | 570  |

| 1856 | 1861 | 1866 | 1872 | 1876 | 1881 | 1886 | 1891 | 1896 |
| ---- | ---- | ---- | ---- | ---- | ---- | ---- | ---- | ---- |
| 571  | 528  | 544  | 552  | 559  | 530  | 521  | 535  | 515  |

| 1901 | 1906 | 1911 | 1921 | 1926 | 1931 | 1936 | 1946 | 1954 |
| ---- | ---- | ---- | ---- | ---- | ---- | ---- | ---- | ---- |
| 464  | 465  | 505  | 548  | 519  | 530  | 587  | 765  | 813  |

| 1962  | 1968  | 1975  | 1982  | 1990  | 1999  | 2006  | 2007  | 2012  |
| ----- | ----- | ----- | ----- | ----- | ----- | ----- | ----- | ----- |
| 1 063 | 1 132 | 1 209 | 1 443 | 1 571 | 1 500 | 1 628 | 1 647 | 1 571 |

| 2017  | 2022  | - | - | - | - | - | - | - |
| ----- | ----- | - | - | - | - | - | - | - |
| 1 682 | 1 651 | - | - | - | - | - | - | - |

## Culture locale et patrimoine

### Lieux et monuments
- Église Saint-Martin.
- Gisant dans le cimetière de Marie Dugit-Pinat de Queige (1851-1875), œuvre du sculpteur Louis-Émile Décorchemont (1876).
- Église Saint-Laud de Bérengeville-La-Rivière (détruite).

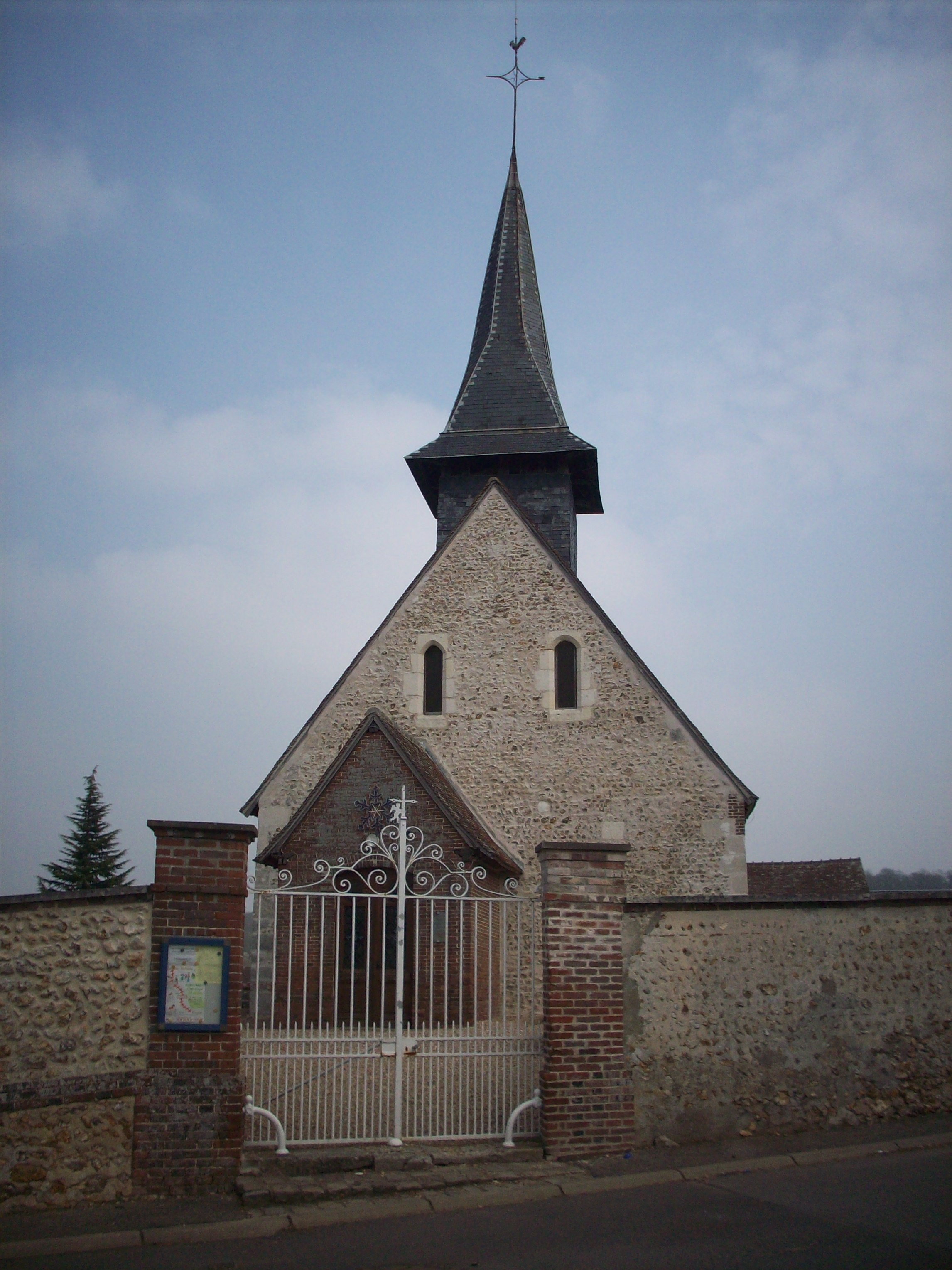
Église Saint-Martin.
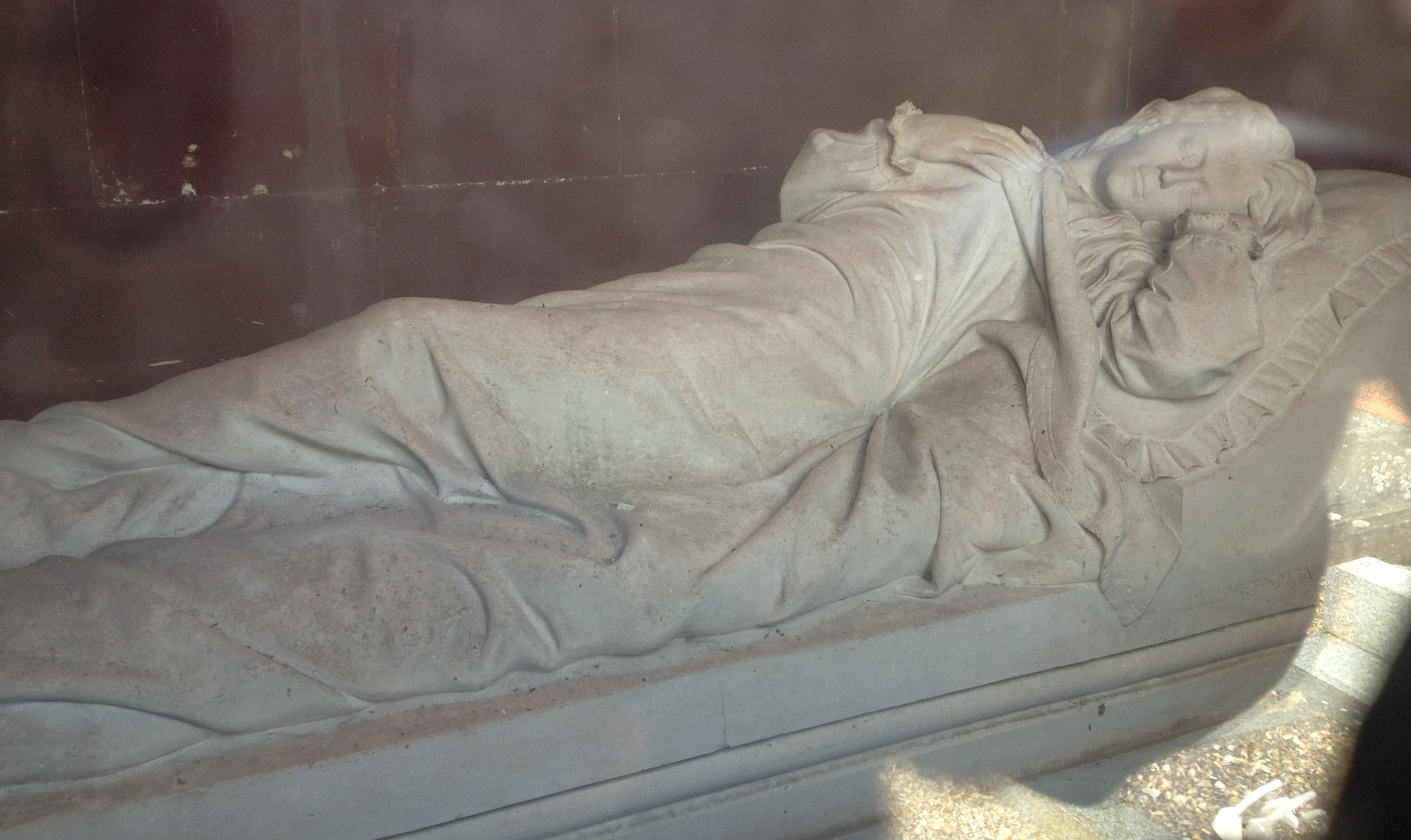
Gisant.

### Personnalités liées à la commune
- Patrick Dehornoy (1952-2019), mathématicien.

### Patrimoine naturel
La forêt d'Évreux (dont une partie se trouve comprise sur le territoire de la commune), est en zone naturelle d'intérêt écologique, faunistique et floristique.